# 53-XX
Classificazione delle ricerche matematiche: sezioni di livello 1

00-XX 01 03 05 06 08 | 11 12 13 14 15 16 17 18 19 20 22 | 26 28 30 31 32 33 34 35 37 39 40 41 42 43 44 45 46 47 49 | 
 51 52 53 54 55 57 58 | 60 62 65 68 | 70 74 76 78 | 80 81 82 83 85 86 | 90 91 92 93 94 97-XX
53-XX è la sigla della sezione primaria dello schema di classificazione
MSC dedicata alla geometria differenziale.
La pagina attuale presenta la struttura ad albero delle sue sottosezioni secondarie e terziarie.

## 53-XX
geometria differenziale
{Per la topologia differenziale, vedi 57Rxx. Per questioni fondazionali delle varietà differenziabili, vedi 58Axx}
- 53-00 opere di riferimento generale (manuali, dizionari, bibliografie ecc.)
- 53-01 esposizione didattica (libri di testo, articoli tutoriali ecc.)
- 53-02 presentazione di ricerche (monografie, articoli di rassegna)
- 53-03 opere storiche {!va assegnato almeno un altro numero di classificazione della sezione 01-XX}
- 53-04 calcolo automatico esplicito e programmi (non teoria della computazione o della programmazione)
- 53-06 atti, conferenze, collezioni ecc.

## 53Axx
geometria differenziale classica
- 53A04 curve nello spazio euclideo
- 53A05 superfici nello spazio euclideo
- 53A07 superfici di dimensione superiore e di codimensione superiore nello spazio euclideo n-dimensionale
- 53A10 superfici minimali, superfici con curvatura media prescritta [vedi anche 49Q05, 49Q10, 53C42]
- 53A15 geometria differenziale affine
- 53A17 cinematica
- 53A20 geometria proiettiva differenziale
- 53A25 geometria differenziale della retta?linea
- 53A30 geometria differenziale conforme
- 53A35 geometria differenziale non-Euclidea
- 53A40 altri geometrie differenziali speciali
- 53A45 analisi vettoriale ed analisi tensoriale
- 53A55 invarianti differenziali (teoria locale), oggetti geometrici
- 53A60 geometria dei tessuti [vedi anche 14C21, 20N05]
- 53A99 argomenti diversi dai precedenti, ma in questa sezione

## 53Bxx
geometria differenziale locale
- 53B05 connessioni lineari e connessioni affini
- 53B10 connessioni proiettive
- 53B15 altre connessioni
- 53B20 geometria Riemanniana locale
- 53B21 metodi della geometria Riemanniana
- 53B25 sottovarietà locali [vedi anche 53C40]
- 53B30 metriche di Lorentz, metriche indefinita
- 53B35 strutture hermitiane e strutture Kaehleriane [vedi anche 32Cxx]
- 53B40 spazi di Finsler e generalizzazioni (metriche areali)
- 53B50 applicazioni alla fisica
- 53B99 argomenti diversi dai precedenti, ma in questa sezione

## 53Cxx
geometria differenziale globale
[vedi anche 51H25, 58-XX] {per la teoria dei fibrati collegata, vedi 55Rxx, 57Rxx}
- 53C05 connessioni
- 53C07 connessioni speciali e metriche speciali sui fibrati vettoriali (metrica di Hermite-Einstein-Yang-Mills) [vedi anche 32Q20]
- 53C08 Gerbes, caratteri differenziali: aspetti geometrici differenziali
- 53C10 G-strutture
- 53C12 foliazioni [vedi anche 57R30, 57R32]
- 53C15 strutture geometriche generali sulle varietà (strutture quasi complesse, strutture di quasi prodotto ecc.)
- 53C17 geometria sotto-riemanniana
- 53C20 varietà Riemanniane, inclusi i pinching?pizzicotti [vedi anche 31C12, 58B20]
- 53C21 metodi della geometria riemanniana, inclusi i metodi PDE; restrizioni alla curvatura [vedi anche 58J60]
- 53C22 geodetiche [vedi anche 58E10]
- 53C23 metodi topologici globali (alla Gromov)
- 53C24 risultati di rigidità
- 53C25 varietà riemanniane speciali (di Einstein, di Sasaki ecc.)
- 53C26 geometria iper-kähleriana e quaternionico-kähleriana, geometria "speciale"
- 53C27 geometria Spin e Spinc
- 53C28 metodi dei torsori?twistor [vedi anche 32L25]
- 53C29 argomenti di olonomia
- 53C30 varietà omogenee [vedi anche 14M15, 14M17, 32M10, 57T15]
- 53C35 spazi simmetrici [vedi anche 32M15, 57T15]
- 53C38 geometrie delle calibrazioni e calibrate
- 53C40 sottovarietà [vedi anche 53B25]
- 53C42 immersioni (minimali, con curvatura prescritta, tight?rigide, ecc.) [vedi anche 49Q05, 49Q10, 53A10, 57R40, 57R42]
- 53C43 aspetti geometrico differenziali delle mappe armoniche [vedi anche 58E20]
- 53C45 teoria globale delle superfici (superfici convesse alla A. D. Aleksandrov)
- 53C50 varietà di Lorentz, varietà con metrica indefinita
- 53C55 varietà hermitiane e varietà kaehleriane [vedi anche 32Cxx]
- 53C56 altri temi di geometria differenziale complessa [vedi anche 32Cxx]
- 53C60 spazi di Finsler e generalizzazioni (metrica areale) [vedi anche 58B20]
- 53C65 geometria integrale [vedi anche 52A22, 60D05]; forme differenziali, correnti ecc. [vedi principalmente 58Axx]
- 53C70 metodi diretti (G-spazi di Busemann ecc.)
- 53C75 ordini geometrici, geometria d'ordine [vedi anche 51Lxx]
- 53C80 applicazioni alla fisica
- 53C99 argomenti diversi dai precedenti, ma in questa sezione

## 53Dxx
geometria simplettica, geometria di contatto
[vedi anche 37Jxx, 70Gxx, 70Hxx]
- 53D05 varietà simplettiche, in generale
- 53D10 varietà di contatto, in generale
- 53D12 sottovarietà lagrangiane; indice di Maslov
- 53D15 varietà quasi di contact e quasi simplettiche
- 53D17 varietà di Poisson
- 53D18 geometrie generalizzate (alla Hitchin)
- 53D20 mappe di quantità di moto; riduzione simplettica
- 53D22 trasformazioni canoniche
- 53D25 flussi geodetici
- 53D30 strutture simplettiche di moduli spazi
- 53D35 teoria globale delle varietà simplettiche e di contatto [vedi anche 57Rxx]
- 53D37 simmetria speculare, aspetti simplettici; simmetria speculare omologica; categoria di Fukaya [vedi anche 14J33]
- 53D40 omologia e coomologia di Floer, aspetti simplettici
- 53D42 teoria di campo simplettico; omologia di contatto
- 53D45 invarianti di Gromov-Witten, coomologia quantica, varietà di Frobenius [vedi anche 14N35]
- 53D50 quantizzazione geometrica
- 53D55 quantizzazione della deformazione, prodotti star?
- 53D99 argomenti diversi dai precedenti, ma in questa sezione

## 53Zxx
applicazioni alla fisica
- 53Z05 applicazioni alla fisica
- 53Z99 argomenti diversi dai precedenti, ma in questa sezione